# محدوده شهر طبس
محدوده شهر طبس  مربوط به دوره سلجوقیان تا دوره معاصر است و در طبس، بین‌خ واعظ طبسی وشهید محمد منتظری واقع شده و این اثر در تاریخ ۲۸ تیر ۱۳۵۵ با شمارهٔ ثبت ۱۲۷۷ به‌عنوان یکی از آثار ملی ایران به ثبت رسیده است.